# Zelma Rawlston
Zelma Rawlston, pseudonimo di Zelma Stuchenholz (Germania, ... – New York, 30 ottobre 1915), è stata un'attrice teatrale, comica e imitatrice statunitense specializzata in imitazioni maschili, soprannominata "Vesta Tilley americana".

## Biografia

### Infanzia
Zelma Stuchenholz è nata in Germania e si è trasferita negli Stati Uniti da bambina. Un profilo, tuttavia, la descrisse come nata a New York nel 1873, formatasi come cantante sotto la guida di Eugenie Pappenheim e Adelina Murio Celli, prima di frequentare il Conservatorio Nazionale di Musica d'America con una borsa di studio.

### Carriera

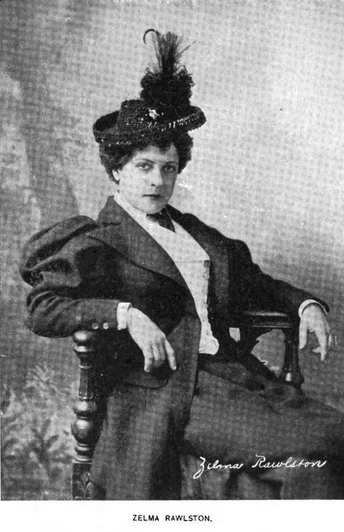
Zelma Rawlston, in una pubblicazione del 1897

Rawlston fu un soprano che si esibiva con la Charles F. Higgins Concert Company, formata nel 1888. Andando in tour con la compagnia, apparve in ruoli operistici, di soubrette e maschili, tutti sullo stesso registro. Per le sue performance di vaudeville nelle vesti di uomo venne nominata "la Vesta Tilley americana" "per i primi anni della sua carriera teatrale non è mai apparsa con niente se non i pantaloni" osservò il New York Times nel 1915. Tuttavia, in alcune apparizioni, cambiava rapidamente abbigliamento da donna a uomo. Nel 1904, spiegò che si era tagliata i capelli per migliorare l'imitazione. Nel 1905, partì per una tournée con la compagnia "Smiling Island" di George Lederer.
Rawlston ebbe il ruolo di "Willie Van Astorbilt" in The Burgomaster (1900-1901) a Broadway. "La sua parte in The Kangaroo Girl spinse la città a fischiettare l'aria orecchiabile e reso a Miss Rawlston molti amici", scriveva un giornale di New York. Ci furono altre apparizioni a Broadway che includevano The Earl and the Girl (1905-1906) con Eddie Foy e Chin-Chin (1914). La sua fama, il nome, la somiglianza e la testimonianza di Rawlston furono usati per pubblicizzare "Pe-Ru-Na" (un farmaco brevettato per le donne) e il Dr. Bull's Cough Syrup.
La sua fotografia apparve su spartiti dei suoi numeri più popolari. Scrisse le parole ad almeno una canzone pubblicata, We'll Take De Trip Dey Calls De Honeymoon (1899)

### Morte
Zelma Rawlston morì nel 1915, a New York, probabilmente intorno ai quarant'anni